# Mariella Trejos
Mariella Trejos Benítez  (Cali, 22 de julio de 1948-Lima, 27 de agosto de 2023) fue una primera actriz colomboperuana. Participó en cine, musicales, recitales y teatro; como también en varias telenovelas peruanas, incluyendo Torbellino, Carmín, Simplemente María, Asi es la vida y Al fondo hay sitio.
Con una trayectoria de más de cincuenta años, el Ministerio de Cultura del Perú la reconoció como Personalidad Meritoria de la Cultura por su valioso aporte al teatro peruano.

## Primeros años
Mariella Trejos nació en Cali, Valle del Cauca el 22 de julio de 1948 dentro de una familia religiosa de clase media alta, cuyo padre fue alcalde de Manizales y contralor en Caldas. Estudió la primaria en el Colegio Santa Rosa de Cabal; y secundaria en un colegio internado de monjas alemanas durante 4 años, lugar donde puso a fruición sus primeros anhelos de participar en el teatro, siendo la primera actriz y la primera voz del coro estudiantil.

## Carrera
Tras culminar sus estudios, empezó a buscar trabajos artísticos. Se mudó a Bogotá para vivir una temporada con su primo hermano y tratar de obtener algún papel en obras. Después de un periodo de trajines, hizo casting en una compañía mexicana de comedia internacional y ganó. Al hacerlo, obtuvo la oportunidad de viajar por algunos países latinoamericanos. Por problemas y la delincuencia del propio representante, el elenco (con ella adentro) quedó varado en Buenos Aires, lugar donde eventualmente fue convencida para ir a vivir al Perú. Se estableció ahí en 1964.
Inicialmente trabajó como modelo de concursos en sketchs humorísticos, compartiendo el set con personajes como Tulio Loza; además de ser actriz en radionovelas. En 1965, llegó a ser contratada por Panamericana Televisión, durante 4 años se movía en papeles complementarios en series de menguado éxito; hasta que en 1969 consiguió uno de los personajes principales de la nueva propuesta del canal, Simplemente María, telenovela de éxito rotundo en el continente sudamericano, el cual le incrementó su celebridad como secuela. Durante su actuación como Teresa también participó en su primera película, Interpol llamando a Lima.
En 1984 formó parte de la telenovela Carmín como Violeta Ramos. Tres años después participó en su segunda película, La fuga del Chacal, un éxito de la taquilla peruana. En 1997 se convirtió en la Tía Teresa para la telenovela juvenil Torbellino. Para adelante fue protagonista de telenovelas de corta duración.
En 2001 sufrió de cáncer, del cual se recuperó eventualmente. En 2004 adaptó el personaje de Inés en Así es la vida, exitosa serie de Efraín Aguilar. En los años posteriores se centró más en el teatro bajo la dirección de Emilio Montero y Diego La Hoz.
Falleció el 27 de agosto de 2023 a los 75 años de edad. Fue declarada como fallecida por la Municipalidad de Lima a causa de una mala salud.

## Créditos
| Año            | Título                                                  | Rol                                         | Notas                          |
| Televisión     | Televisión                                              | Televisión                                  | Televisión                     |
| -------------- | ------------------------------------------------------- | ------------------------------------------- | ------------------------------ |
| 1966           | Un sueño de amor                                        |                                             |                                |
| 1967           | La condenada                                            |                                             |                                |
| 1968           | El hijo del pueblo                                      |                                             |                                |
| 1969-1971      | Simplemente María                                       | Teresa                                      |                                |
| 1970           | Secuestro en el cielo                                   |                                             |                                |
| 1972           | Mujeres que trabajan                                    |                                             |                                |
| 1984           | Carmín                                                  | Violeta Ramos                               | "Srta. Ramos"                  |
| 1993           | El ángel vengador: Calígula                             | Jueza                                       |                                |
| 1995           | Malicia                                                 | Jueza                                       |                                |
| 1997           | Torbellino                                              | Tía Teresa                                  | "La Tía Tere"                  |
| 1997           | La Rica Vicky                                           | Emperatriz "Empe" Chafloque de Carranza     |                                |
| 1999           | Amor Serrano                                            | Roberta Vda. de Yunque                      |                                |
| 2000           | Estrellita                                              | Doña Leo                                    |                                |
| 2002-2003      | Todo sobre Camila                                       | Juanita                                     |                                |
| 2004-2007/2008 | Así es la vida                                          | Inés Montero Vda. de Graña                  |                                |
| 2011           | Al fondo hay sitio                                      | Mary Jane (María Juana) Smith "La besucona" | Actuación especial             |
| 2016           | Dr. Vet                                                 | Ella misma                                  | Presenta a su mascota Nikkita. |
| Teatro         |                                                         |                                             |                                |
| 1969           | El hombre de La Mancha                                  |                                             |                                |
| 1989           | Las prostitutas os precederán en el reino de los cielos |                                             |                                |
| 1994           | 40 Quilates                                             |                                             |                                |
| 1994           | La Magdalena                                            |                                             |                                |
| 2003           | "Varieté Latina" de César De María                      | Isolina                                     | Alianza Francesa de Miraflores |
| 2006           | Doña Francisquita                                       |                                             | Zarzuela                       |
| 2009           | Griegas, malditas griegas                               | Clitemnestra                                | Teatro Auditorio de Miraflores |
| 2010           | La leyenda del beso                                     | Madre Ulita                                 | Temporada de Zarzuela 2010     |
| 2010           | El rapto de Perséfone                                   | Demeter                                     |                                |
| 2014           | Lorca en el corazón                                     |                                             | Centro Español del Perú        |
| 2016           | Hotel M                                                 |                                             | Microteatro                    |
| Películas      |                                                         |                                             |                                |
| 1969           | Interpol llamando a Lima                                |                                             |                                |
| 1987           | La fuga del Chacal                                      | Madre del Chacal                            |                                |
| 1994           | Sin compasión                                           | Señora Aliaga                               |                                |